# 구찌 핸드백 사건
구찌 핸드백 사건이란 태영건설 부회장이 문화방송의 이상호 기자와 신강균 기자에게 고가의 핸드백을 선물하며 자사 관련 고발보도를 무마하려 했다가 폭로된 사건이다. 이상호 기자가 관련 내용을 미국출장을 떠나며 개인홈페이지에 ‘기자와 아내’라는 제목으로 글을 올렸는데, SBS의 대주주인 태영건설의 변탁 부회장이 자사 관련 고발보도를 무마하기 위해 저녁회식자리에서 동석하고 있던 신강균 기자와 자신에게 고가의 샤넬 핸드백을 전달했고, 이것이 과한 선물이라고 판단하여 바로 돌려주었지만 물의를 빚은데 사과드린다는 내용이었다.
이상호 기자가 선물을 100만원 상당의 구찌 핸드백이라고 착각해 구찌 스캔들이라는 이름으로 알려지게 되었다. 이 사실은 한겨레 신문의 보도를 통해 이슈화되었던 사건이다.
다음은 이상호 기자의 글 '기자와 아내'의 내용 중 일부이다.
| “ | …나는 이제 2시간 후면 먼 나라 미국으로 출장을 떠난다. 그곳엔 더 큰 시험이 기다리고 있다. 어쩌면 일생일대의 시험과 나는 맞서게 될 것이다. …또한 밤잠을 포기해가며 지금껏 구찌 핸드백에 관한 이야기를 적어 내려가고 있는 것도 모두 이번 출장의 성격 때문이다. 이번 출장은 자본에 대한 깊은 성찰을 수반하는 일이다. 정리하자면 이렇다. 향후 기자의 숙명은 자본을 경계하는 일이다. 기자의 본분은 시장을 감시하는 일이다. 이 모든 일은 기자가 자본으로부터의 순수성을 지키지 못하면 할 수 없는 일이다. 우리 모두 자본과 시장에서 자유로울 수는 없다. 하지만 기자라면 젖어서는 안 될 일이다. 자본의 공세에 한번 젖게 되면, 해일에 몰디브가 잠기듯 한순간에 끝난다. 자본에 젖은 기자는 앞으로 시대가 요구하는 기자상을 자임할 수 없는 것이다.…(중략) …오늘 떠나면 나는 내년 초에 돌아올 계획이다. 나의 출장계획이 누군가에게 알려질 경우, 나는 이곳에 다시 돌아오지 못할 수도 있음을 안다. 그리고 각오한다. 지금 내가 하려는 것은 자본의 심장에 도덕성의 창을 꽂는 일. 이를 위해 기자는 어쩌면 목숨 보다 소중한 것을 걸어야할 수도 있다. 불명예와 누명.…자본은 자기 보호를 위해 그 보다 더한 오명을 기자에게 씌우려할 것이다. 두려운 가운데 형용할 수 없는 비장미가 느껴진다. 분명한 것은 나의 삶은 이번 출장 이전과 이후로 나뉘게 될 것이라는 점이다. 그리고 이번 분기점이 나만의 것은 아닐 것이라고 확신한다. 시대의 좌판 위로 주사위는 던져졌고, 활은 시위를 떠났다. 그저 담대하게 운명의 길을 걸어가리라.… | ” |
|   | — 이상호, <기자와 아내> 중 일부 발췌 |   |